# 白石晴香
白石晴香（日语：／ Shiraishi Haruka，1995年4月8日—），是日本的女性聲優、演員，TOY'S FACTORY所屬。

## 人物
出身東京都，身高160公分，血型為AB型。
前Hirata Office所屬，2019年12月31日離開事務所。2020年6月1日宣布加入TOY'S FACTORY。

## 演出作品
※粗體字代表主要角色。

### 電視動畫
2012年
- 帥氣可愛宣言！（委員長、松鼠、鳥）
- 戰國Collection（大谷吉繼）

2013年
- 果然我的青春戀愛喜劇搞錯了。（森醬）
- 雖然是玻璃假面Z（姬川亞弓、鷹宮紫織）

2014年
- 綠林女兒羅妮婭（隆妮雅[3]、商人的女兒）
- 乒乓（女子）
- 蟲師 續章（真澄）

2015年
- 我家有個魚乾妹（本場切繪[4]）

2016年
- Anne Happy ♪（云雀丘瑠璃）

2017年
- Hand Shakers（客）
- 人渣的本願（女學生）
- 月色真美（瀧澤葵、同學）
- Re:CREATORS（女子）
- 狂賭之淵（女學生）
- 動作女英雄啦啦水果（紫村果音[5]）
- 半獸人的煩惱（名樂羌子[6]）
- Just Because!（吹奏樂社後輩A）
- 我家有個魚乾妹R（本場切繪）

2018年
- Slow Start（增田青）
- 刀劍神域外傳Gun Gale Online（塔妮亞／楠莉莎）
- 黃金神威（阿席莉帕）
- 高分少女（大野晶的姐妹）
- 我家的女僕有夠煩！（高梨米夏）
- 我讓最想被擁抱的男人給威脅了。（一木美久留）
- Anima Yell!（牛久花和）
- 黃金神威 第2期（阿席莉帕）

2019年
- 路人超能100 II（友人）
- 關於我轉生變成史萊姆這檔事（愛麗絲）
- 魔法少女特殊戰明日香（星象師）
- 我們真的學不來！（古橋文乃[7]）
- 八月的棒球甜心（九十九伽奈[8]）
- 毛球剛次郎（おじょお、金髮外國人美女）
- 文豪Stray Dogs 第3期（「羊」的成員A）
- 鬼滅之刃（鬼舞辻的女兒）
- 擅長捉弄人的高木同學2（佐惠）
- 喜歡本大爺的竟然就妳一個？（日向葵〈葵花〉[9]）
- 我們真的學不來！第2期（古橋文乃）
- 天華百劍 ～歡迎來到銘治館！～（七香、八霄）
- 歌舞伎町夏洛克（裕也）

2020年
- 星光閃亮☆光之美少女（拿鐵）
- Healin' Good ♥ 光之美少女（拿鐵）
- 新櫻花大戰 the Animation（蕾拉）
- 格萊普尼爾（穗香）
- 魔王學院的不適任者～史上最強的魔王始祖，轉生就讀子孫們的學校～（黑服女子、諾諾·伊諾塔）
- 魔法科高中的劣等生 來訪者篇（米卡艾拉·弘格）
- 黃金神威 第3期（阿席莉帕）
- 滿溢的水果塔（貫井羽優）
- 月歌。 THE ANIMATION 2（水藤）

2021年
- WIXOSS DIVA(A)LIVE（魁令）
- 關於我轉生變成史萊姆這檔事 第2期（愛麗絲）
- 奇蛋物語 Wonder Egg Priority（大戶多惠）
- 86－不存在的戰區－（凱耶·谷家）
- 龍先生、想要買個家。（コロボックルA）
- 夢夢貓 Mix！（薰）
- 桃子男孩渡海而來（莎麗）
- Love Live! Superstar!!（九）
- 終末的後宮（周防美來、橘繪理沙）
- 宿命迴響：命運節拍（瑪姬）
- 境界戰機（河北アオイ）
- 吸血鬼馬上死（跟班A）
- Muv-Luv Alternative（伊爾瑪·特斯列夫）
- 百萬噸級武藏（ミーシス・ナタール）

2022年
- 失格紋的最強賢者（阿爾瑪·萊普修斯）
- 明日同學的水手服（戶鹿野舞衣）
- 白領羽球部（碓山二美）
- BUILD DIVIDE -#FFFFFF-（鳩打蓬）
- 女性向遊戲世界對路人角色很不友好（卡拉）
- Love Live! Superstar!! 第2期（九）
- 奇米萌 CHIMIMO（母親）
- 盛開的阿斯諾特莉亞 吸！（アルヴェテ）
- 異世界歸來的舅舅（千秋〈幼年〉、蕾尼亞）
- 黃金神威 第4期（阿席莉帕）
- 忍之一時（紅雪[10]）
- 後宮之烏（羊十娘）
- 呆萌酷男孩（桃崎桃[11]）
- 我想成為影之強者！（蘿絲·奧里亞納[12]／666）
- 機動戰士GUNDAM 水星的魔女（妮卡·七浦〈代役〉第10ㄧ12話[13]）

2023年
- 魔王學院的不適任者 II ～史上最強的魔王始祖，轉生就讀子孫們的學校～（諾諾·伊諾塔、蒂蒂）
- 不相信人類的冒險者們好像要去拯救世界（克勞蒂努）
- 關於我在無意間被隔壁的天使變成廢柴這件事（白河千歲[14]）
- HIGH CARD 至高之牌（溫蒂·佐藤）
- 英雄王，為了窮盡武道而轉生～而後成為世界最強見習騎士♀～（厄麗絲[15]）
- 卡片戰鬥!! 先導者 will+Dress（Gui）
- 冰劍的魔術師將要統一世界（莉澤蘿特·艾登）
- 異世界一擊殺姊姊 ～姊姊同伴的異世界生活開始了～（軍場真夜[16]）
- 屍體如山的死亡遊戲（合川咲姬[17]）
- 藍色管弦樂（管弦樂社員）
- 英雄教室（耶希卡[18]）
- 無職轉生II～到了異世界就拿出真本事～（莎拉[19]）
- 勇者赫魯庫（伊斯塔[20]）
- 獻祭公主與獸王（幼年奧賽洛）
- 我想成為影之強者！ 2nd season（蘿絲·奧里亞納／666[21]）
- 堤亞穆帝國物語～從斷頭台開始，公主重生後的逆轉人生～（琳夏）

2024年
- HIGH CARD 至高之牌 第2期（溫蒂·佐藤[22]）
- 公主殿下，「拷問」的時間到了（公主[23]）
- 我獨自升級（羅拉）
- 金屬口紅（希安·布魯斯塔[24]）
- 奇異賢伴 黑色天使（少女）
- 王牌酒保 神之杯（樋口由香利[25]）
- 偶像大師 閃耀色彩（園田智代子[26]）
- 黑執事 寄宿學校篇（麥美倫[27]）
- 為何我的世界被遺忘了？（貞德[28]）
- 卡片戰鬥!! 先導者 Divinez（Gui）
- 關於我轉生變成史萊姆這檔事 第3期（愛麗絲）
- 刀劍神域外傳Gun Gale Online II（塔妮亞／楠莉莎）
- 偶像大師 閃耀色彩 2nd season（園田智代子[29]）
- 在地下城尋求邂逅是否搞錯了什麼V 豐穰女神篇（赫倫[30]）
- 孤單一人的異世界攻略（班長[31]）
- 結緣甘神神社（竹田真[32]）
- 嘆氣的亡靈想隱退（拉碧絲·佛葛爾[33]）
- 青春之箱（守屋花戀[34]）

2025年
- 我想蹺掉太子妃培訓（蕾蒂希亞[35]）
- 紅戰士在異世界成了冒險者（ラーニヤ[36]）
- 九龍大眾浪漫（鯨井令子[37]）
- Clevatess -魔獸之王與嬰兒與屍之勇者-（艾莉西亞[38]）
- 氣絕勇者與暗殺公主（戈雅[39]）
- 被驅逐出勇者隊伍的白魔導師，被S級冒險者撿到（西莉卡[40]）
- 殺手旅店（妮娜[41]）

2026年
- 公主殿下，「拷問」的時間到了（第2期）（公主[42]）
- 蘑菇魔女（露娜[43]）
- 關於我在無意間被隔壁的天使變成廢柴這件事（第2期）（白河千歲[44]）

時期未定
- 無自覺聖女今天也無意識地釋放力量（芙蘿拉[45]）

### OVA
2015年
- 我家有個魚乾妹（本場切繪）

2017年
- 我家有個魚乾妹（本場切繪）

2019年
- 我們真的學不來！（古橋文乃） - 漫畫第14卷附贈動畫BD同梱版
- 我家的女僕有夠煩！（高梨米夏）

### 動畫電影
2011年
- 來自紅花坂（松崎空）

2013年
- 雖然是玻璃假面 THE MOVIE 女間諜之戀！紫玫瑰是危險的香味！？（姬川亞弓、鷹宮紫織）

2014年
- 回憶中的瑪妮（みよ子）

2015年
- サイボーグ009VSデビルマン（イワン・ウイスキー）

2018年
- 詩季織織「小小時裝秀」（璐璐）

2020年
- 光之美少女 Miracle Leap 與大家不可思議的一天（拿鐵[46]）
- 尋找小魔女DoReMi（玉木美紗）

2021年
- 電影 Healin' Good ♥ 光之美少女 夢想的小鎮心動不已！GoGo！大變身！！（拿鐵）

2022年
- BLUE THERMAL（室井ゆかり[47]）

2024年
- Code Geass 奪回的Rozé（江間芽衣[48]）
- 心之觸碰。（鴨澤樹里[49]）

2025年
- AS ONE（ラコ[50]）

### 網路動畫
2018年
- A.I.C.O.：化身（橘愛子）
- 裝刀凱 The Animation（祥子[51]）
- 天空侵犯（本城遊理）

2023年
- 黃金庭院：冬日裡的新年願望（阿波尼亞）

### 遊戲
2015年
- 御城Project（多賀城、松倉城、中津城）
- 車なごコレクション（豐田Estima）
- 我家有個魚乾妹 ～魚乾妹！育成計畫～（本場切繪）
- 無限のジグラット（ミシェリア[52]）

2016年
- 御城計劃:RE（多賀城、松倉城、中津城、江戶氏館）
- 問答RPG 魔法使與黑貓維茲（里苑·游）
- 嫁Collection（日语：嫁コレ）（本場切繪）

2017年
- 天華百劍-斬-（七香、八霄）
- 最終騎士 -X fragments-（莉莉）
- Hortensia SAGA 蒼之騎士團（赫利爾）
- 八月的棒球甜心（九十九伽奈）
- 女友伴身邊（水野楓夏）

2018年
- 偶像大師 閃耀色彩（園田智代子[53]）
- 碧藍航線（阿賀野[54]、惡毒）
- 茜色少女（真矢[55]）
- 閃耀幻想曲（雲雀丘瑠璃、牛久花和、貫井羽優、女僕長）

2019年
- 荒野的壽飛行隊 飛向雲霄的少女們！（艾莉卡[56]）
- 東方Cannon Bal（蘇我屠自古）

2020年
- 明日方舟（爱丽丝）

2021年
- Re:Stage!節奏舞步（貫井羽優）

2022年
- 魔法禁书目录 幻想收束（阿尔玛·莱普修斯）
- 無期迷途（安）
- 我想成為影之強者！庭園大師（蘿絲·奧里亞納）
- 崩壞3rd（阿波尼亞）

2023年
- 賽馬娘 Pretty Derby（新宇宙）
- TEVI（艾莉娜）

### 廣播
- Radio Dottoai（日语：ラジオどっとあい）：白石晴香的純白畫布☆（AG-ON[57]，2015年）
- Radioclub.jp（日语：Radioclub.jp）（葛飾FM放送（日语：葛飾エフエム放送），2017年）
- 偶像大師 閃耀色彩 振翅電台（2018年－、Asobi Store） - 每周輪替主持
- 我家有個魚乾妹R 妹'S的だらだ廣播（2018年、音泉）[58]
- 我家的女僕有夠煩！ 〜キャッキャウフフするラジオ！〜（2018年、音泉※）[59]
- （2019年－，文化放送、超!A&G+、radiko） - 助理住持[60]
- 白黑瞳（2019年－、超!A&G+※）[61]

### 電視節目
- （2011年－2013年，川相繪音）
- 我家有個魚乾妹 周一開始的宴會「ダラなま」（2015年，NICONICO直播※）
  - Let'sパーリナイ!! ダラなまRainbow（2017年，NICONICO直播）
- 天華百劍 -斬- -生-（2017年－，YouTube Live）

### 舞台
- 郡司企劃「GANG」飾演デイジー Theatre Apple（2007年）
- IMAGINE Musical「若草物語」合唱 新宿文化中心（2008年）
- 郡司企劃「Present」飾演莎莉 Theatre Apple（2008年）
- 郡司企劃「チャンス2012」飾演片桐麗 サンモールスタジオ（2012年）
- M ACT CREW主辦「M ACT QUEST」飾演シェイコ 三鷹市星之會館（2012年）
- Otomelive「華麗一族 歌劇萬花筒」飾演淺木春 星陵會館（2013年）
  - Otomelive「華麗一族 歌劇萬花筒〜再會〜」飾演淺木春 星陵會館（2013年）
  - Otomelive「華麗一族 歌劇萬花筒〜狂宴〜」飾演淺木春 星陵會館（2014年）
- 劇團空間エンジンプロデュース「奧賽羅」（2013年）
- 詠舞台「蟲師「〜鏡之淵〜」」飾演真澄（2015年）
- SUC-CEED計畫「百千家的妖怪王子」飾演百千緋鞠 博品館劇場（2015年）

### 短篇電影
- 在那之後（2012年，女高中生）
- 衛采「夕香的季節」（2012年，和田夕香）

### 廣告
- 前輩有夠煩（五十嵐）

### 其它
- LINE貼圖「偶像大師 閃耀色彩」（2019年，園田智代子）

## 外部連結
- 事務所公開簡歷 （页面存档备份，存于）（日語）
- 白石晴香的X（前Twitter）